# Poecilia mexicana
Poecilia mexicana és un peix de la família dels pecílids i de l'ordre dels ciprinodontiformes.

## Morfologia
Pot assolir els 11 cm de longitud total, tot i que la seua mida normal és de 4.

## Alimentació
Es nodreix principalment de detritus.

## Hàbitat i distribució geogràfica
És un peix d'aigua dolça i salabrosa (pH entre 7 i 7,5), bentopelàgic, no migratori i de clima tropical (22 °C-28 °C; 19°N-14°N), el qual viu a Amèrica: les aigües termals i llurs afluents, canals, rases amb vegetació, gorgs de rierols i, fins i tot, coves des de Mèxic fins a Guatemala. Ha estat introduït a la Samoa Occidental (entre 1900 i 1924), les illes Hawaii (1925-1949), la Samoa Nord-americana, Fiji, Tahití, la Polinèsia Francesa i els Estats Units continentals (1960-1969).

## Observacions
Pot arribar a ésser una plaga potencial i, fins i tot, alguns països han informat d'efectes adversos ecològics després de la seua introducció.